# عقاب فلبينية
العقاب الفلبيني، المعروف أيضا باسم العقاب آكلة القردة، عقاب يعيش في غابات الفلبين، لها ريش ملون باللونين البني والأبيض، ولها ريش أشعث على رأسه، طولها يتراوح ما بين 86 إلى 102 سم، وكتلتها 4.7 إلى 8 كغم. تم اختيار العقاب الفلبينية لتكون الطائر الوطني للفلبين، وهي من الحيوانات المهددة بالانقراض، والسبب الرئيسي لذلك هو ما لحق بموطنه من ضرر وخراب، نتيجة قطع الأشجار في مناطق عدة يعيش فيها، ويعتبر قتل عقاب فلبيني جريمة تستحق العقوبة في القانون الفلبيني، وهذه العقوبة هي السجن مدة اثني عشر عاما مع غرامات باهظة.

## الاسم

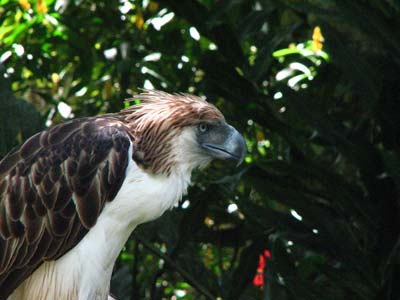
عقاب فلبيني

عندما اكتشف العقاب الفلبينية للمرة الأولى، سميت العقاب آكلة القردة، لأنه كان يظن أنها لا تفترس إلا القردة، إلا أن الدراسات اللاحقة أثبتت أنها تفترس حيوانات أخرى مثل الثعابين الضخمة وقط الزباد والورل (حيوان زاحف) إضافة إلى بعض الطيور الكبيرة، وهذا كان السبب لتغيير اسمها إلى العقاب الفلبينية في عام 1978، وأصبحت الطائر الوطني للفلبين عام 1995.
إضافة إلى اسميها السابقين: العقاب الفلبينية والعقاب آكلة القردة، فإنه يسمى أيضًا العقاب الفلبينية العظيمة، ولها أيضًا العديد من الأسماء المحلية، كالطائر الملك (هارينغ إيبون).

## الغذاء
تتكون الفلبين من جزر عدة، وتعيش العقاب الفلبينية على أكثر من جزيرة منها، ويختلف غذاؤه حسب الجزيرة التي يعيش عليها، فبعض الفرائس المتوفرة بكثرة على جزر معينة غير موجودة على جزر أخرى. أما غذاؤها الأساسي في جزيرة لوزون الفلبينية فهي القردة والطيور والثعالب الطيارة وبعض الزواحف كالثعابين والسحالي الكبيرة، كما تأكل العقبان بين فترة وأخرى الثدييات الصغيرة والطيور كالبوم والزواحف كالثعابين، وأحيانًا تأكل صغار الخنازير والكلاب الصغيرة. كما تتعاون أزواج العقبان أحيانًا لصيد قطعان القردة، فيقوم أحدها بالجلوس عاليًا قرب القطيع لإلهاء القردة، بينما يقوم الآخر بالانقضاض عليها ببطء وحذر فيفترسها.

## التكاثر

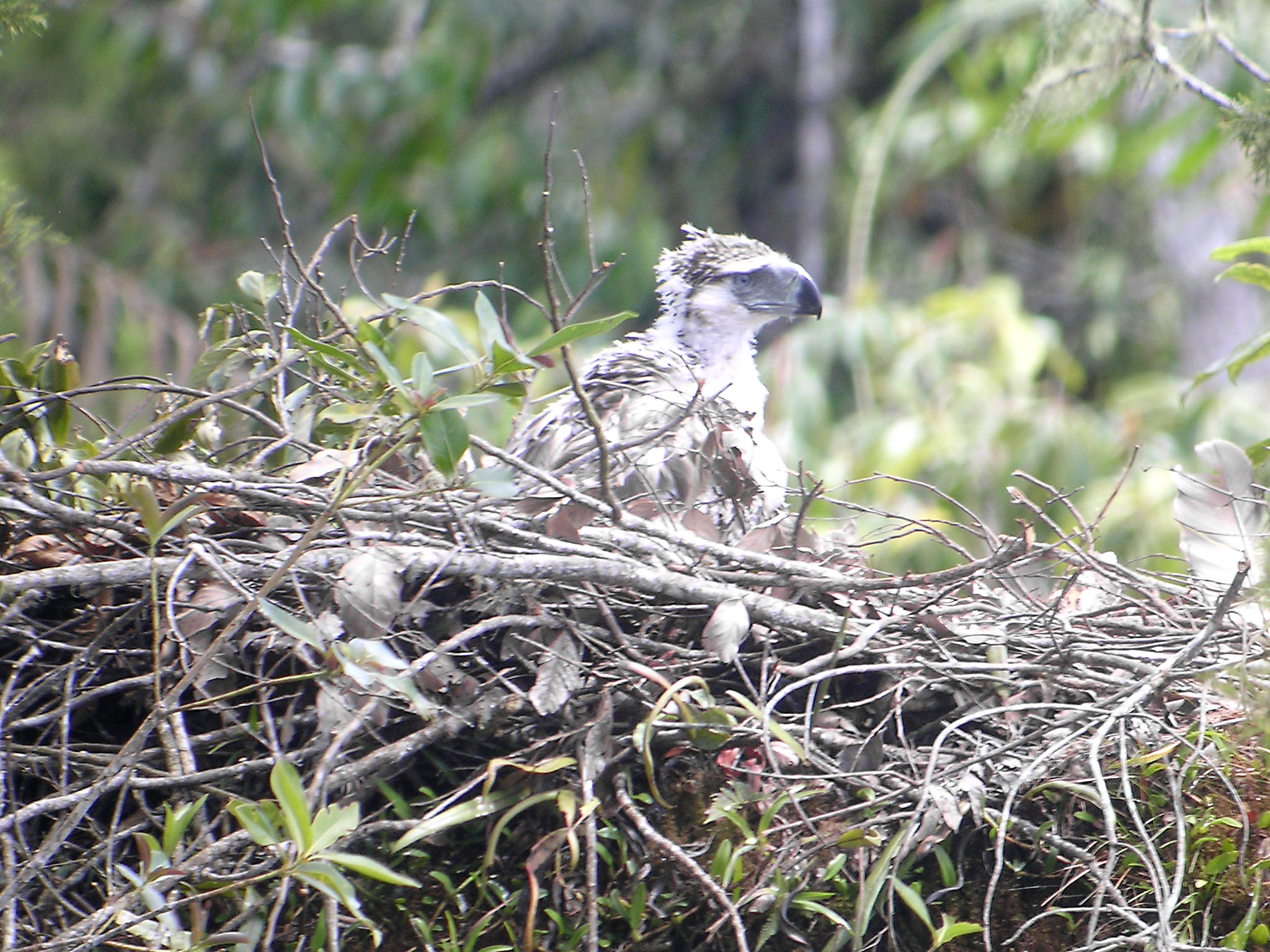
عقاب فلبيني بنى عشه وجلس فيه منتظرا قدوم الزوج

تبلغ مدة التكاثر عند العقبان الفلبينية عامين، إذ تنضج أنثى العقاب في سن الخامسة، وينضج الذكر في سن السابعة، وكمعظم العقبان، فإن العقاب الفلبينية أحادية الزوج، أي يتزوج الذكر أنثى واحدة فقط ويبقى معها من لحظة الزواج حتى يموت أحدهما، وعند موت أحد الزوجين، فإن الزوج المتبقي يبدأ بالبحث عن رفيق جديد له يحل محل الزوج المفقود.
يبدأ الزواج ببناء العش وبقاء العقاب بالقرب من العش، ثم يبدأ الذكر بلحاق الأنثى والتباهي بمخالبه، حيث يقوم بعرض مخالبه خلفها، فتقوم الأنثى بالالتفاف في الهواء وعرض مخالبها، وتكون موافقة العقاب على الزواج بإحضار أدوات تعشيش للعش الذي قامت العقاب الأولى ببنائه.
يكون التزاوج بين عقبان من جزر مختلفة، وعادة يكون أحدها من جزيرة مندناو والآخر من جزيرة لوزون. وعندما تصبح الأنثى جاهزة لوضع البيضة فإنها تتوقف عن تناول الطعام وتبدأ بشرب كميات كبيرة من الماء، ثم تقوم بوضع بيضة واحدة غالبا في وقت الغسق أو المساء المتأخر، كما يمكن أن تضع الأنثى بيضتين دفعة واحدة، فإذا فشلت عملية فقس البيضة أو مات الصغير في وقت باكر فإن الوالدين يقومان بوضع بيضة أخرى في السنة التالية، وتقوم العقاب باحتضان البيضة 58 إلى 68 يوما بعد وضعها، حيث يساهم كلا الأبوين باحتضان البيضة، إلا أن الأم تقوم بالقسم الأكبر من الاحتضان نهارا، وتقوم بالاحتضان وحدها ليلا.
عندما تفقس البيضة يتعاون الأبوان بإطعام الصغير الجديد، كما يتناوبان لحراسته وحمايته من حر الشمس ومن المطر حتى يصير عمره سبعة أسابيع. ينبت ريش الصغير عندما يصبح عمره أربعة أشهر أو خمسة، ويبدأ باصطياد الفرائس بعد سنة تقريبا من ولادته، ويظل الأبوان كلاهما يعتنيان بالصغير لعشرين شهرًا تقريبًا.

## الحفظ والحماية
يعتبر العقاب الفلبينية من الحيوانات المهددة بالانقراض كثيراً، حيث يعتقد أن عدد العقبان الفلبينية المتبقية في الفلبين 180 إلى 500 عقاب فقط، فقد تعرضت مواطنها للفساد والدمار بوساطة شركات التحطيب وقطع الأشجار، كما أثرت عليها عمليات التعدين والتلوث والصيد الجائر والتعرض للمبيدات الحشرية التي أثرت على قدرتها على الإنجاب، كما وقع بعضها في فخوخ موضوعة لصيد الغزلان وضعها صيادون محليون.

## طالع أيضًا
- عقاب هاآست
- قائمة الطيور الوطنية
- أعين العقاب.

## المرجع
1. ↑  The IUCN Red List of Threatened Species 2021.3 (بالإنجليزية), 9 Dec 2021, QID:Q110235407
2. 1 2  IOC World Bird List Version 6.3 (بالإنجليزية), 21 Jul 2016, DOI:10.14344/IOC.ML.6.3, QID:Q27042747
3. ↑  IOC World Bird List. Version 7.2 (بالإنجليزية), 22 Apr 2017, DOI:10.14344/IOC.ML.7.2, QID:Q29937193
4. ↑  World Bird List: IOC World Bird List (بالإنجليزية) (6.4th ed.), International Ornithologists' Union, 2016, DOI:10.14344/IOC.ML.6.4, QID:Q27907675
5. ↑  "اعتقال مزارع لقتله (طائر نادر) مهدد بالانقراض". اي اف بي. 2008 18 يوليو. مؤرشف من الأصل في 2010-08-16. {{استشهاد ويب}}: تحقق من التاريخ في: |تاريخ= (مساعدة)
6. 1 2 3 4  طيور نادرة. بريطانيا: ماكديج للإعلام المحدودة. 2007. ص. 127. {{استشهاد بكتاب}}: تحقق من التاريخ في: |سنة= (مساعدة) والوسيط غير المعروف |الرقم المعياري= تم تجاهله يقترح استخدام |ردمك= (مساعدة)